# Jesús Larrañaga
Jesús Larrañaga Churruca (Villarreal de Urrechua, Guipúzcoa, 17 de abril de 1901 - Madrid, 21 de enero de 1942) también conocido como Goierri, fue un dirigente comunista español, uno de los principales fundadores del Partido Comunista de Euskadi.

## Biografía
De familia vascoparlante, de joven se adscribió al nacionalismo vasco: fue militante de las Euzko Gaztedi Indarra, las juventudes del Partido Nacionalista Vasco, así como del sindicato ELA-STV. Posteriormente abandonó la militancia nacionalista para pasarse a la militancia obrera revolucionaria e ingresar en las filas del Partido Comunista de España (PCE). 
Miembro de la dirección del PCE, en 1935 fue uno de los impulsores de la sección vasca del partido, el Partido Comunista de Euskadi (PCE-EPK), junto con Dolores Ibárruri y Juan Astigarrabía. Durante la guerra civil española fue nombrado Comisario de Guerra en Guipúzcoa, donde ordenó fusilar a los sublevados. Se enfrentó al Lendakari José Antonio Aguirre en 1937 por la decisión de éste de evacuar Bilbao sin combatir el avance de las tropas de Franco.
Tras la caída del Frente del Norte, Larrañaga vuelve a Madrid, donde se dedica a tareas organizativas dentro del PCE. Se opuso al golpe de Estado del coronel Segismundo Casado ya en 1939 y organizó la evacuación de numerosos militantes comunistas. 
Al finalizar la guerra fue detenido en Alicante e internado en el campo de  concentración  de Albatera, donde fue elegido máximo responsable de la organización clandestina del PCE por los miembros de la dirección del partido allí recluidos. Posteriormente se exilió en Francia y, más tarde, se trasladaría a Cuba y a Nueva York. En 1941, la dirección del PCE decidió enviarlo de vuelta a España para reconstruir el PCE junto a Jesús Hernández y Pedro Checa. Tras viajar clandestinamente en un barco portugués desde Estados Unidos, fue detenido por la Policía portuguesa en Lisboa, siendo entregado a las autoridades franquistas, las cuales, tras un consejo de guerra, lo condenaron a muerte. Fue fusilado junto a otros miembros de la dirección del PCE como Joaquín Valverde, Jesús Gago, Francisco Barreiro Barciela, Eladio Rodríguez González, Manuel Asarta, Jaime Girabau e Isidoro Diéguez, en las tapias del Cementerio de la Almudena en 1942.
En diciembre de 1979 se fundó en Beasáin una asociación llamada "Sociedad Cultural Jesús Larrañaga".